# Нигер (Нигерија)
Нигер је једна од држава Нигерије. Налази се на северозападу земље, а главни град државе је Мина. Држава Нигер је формирана 1976. године и има 3.950.249 становника (подаци из 2006). Најзначајније етничке групе у држави су Нупе, Бусава, Гвари, Камуку, Камбари, Бариба, Дукава, Игбира и Јоруба. Ово је једна од држава Нигерије у којима је уведен шеријатски закон. 